# Перри (Пенсильвания)
Перри (англ. Perry Township) — тауншип в округе Кларион, штат Пенсильвания, США. По данным 2000 года население города составляет 1064 человек, которые проживают в 409 домах.